# Rotterdam Termination Source
Rotterdam Termination Source je nizozemska hardcore/gabber skupina. Osnovao ju je Maurice Steenbergen, zajedno s Dannyjem Scholteom. Skupina je dobro poznata po minimalističkoj pjesmi "Poing" iz 1992.
Skupina je prešla broj 73 u britanskoj glazbenoj ljestvici 1993. s pjesmom "Merry X-Mess". 2005. Steenbergen je spojio skupinu s Guidom Pernetom iz Human Resourcea, poznatim po njegovoj hit pjesmi "Dominator".

## "Poing"
Poing je gabber pjesma Rotterdam Termination Sourcea objavljena u Rotterdam Recordsu 1992. Pjesma koju su sastavili Maurice Steenbergen i Danny Scholte, sadrži minimalistički pristup: tijekom cijele pjesme čuje se osobit lupkajući udarac s "poing" zvukom.
Pjesma je bila na vrhu glazbenih ljestvica u Nizozemskoj i Danskoj te prešla broj 27 u britanskome UK Singles Chartu.
U ljetu 2007., objavljena je jumpstyle inačica pjesme pod nazivom "Poing 2007", no ona nije uvrštena u glazbene ljestvice. Iste godine, objavljen je Partyraiserov remix pjesme u albumu Rotterdam Records 100 pod punim nazivom "Poing (Lekkah Doorgahstuitert Door Partyraiser)"

## Vanjske poveznice
- Diskografija Rotterdam Termination Sourcea